# Hammerstein
Hammerstein è un comune di 358 abitanti della Renania-Palatinato, in Germania.

Appartiene al circondario (Landkreis) di Neuwied (targa NR) ed è parte della comunità amministrativa (Verbandsgemeinde) di Bad Hönningen.